# Tebriz
Tebriz (pers. ‏تبریز‎, Tabriz) – miasto w północno-zachodnim Iranie, nad rzeką Talche Rud (uchodzi do jeziora Urmia). Stolica ostanu Azerbejdżan Wschodni. Jest zamieszkane przez 1,4 mln ludzi.
W mieście rozwinął się przemysł maszynowy, metalowy, włókienniczy, skórzany, chemiczny, drzewny, szklarski oraz spożywczy.

## Zabytki miasta
- meczet Alego Szaha z XIV wieku, zamieniony w XIX wieku na cytadelę
- pozostałości Błękitnego Meczetu z XV wieku

Brytyjski egiptolog i historyk David Rohl w opracowanej przez niego Nowej Chronologii twierdzi, że w okolicach miasta istniał biblijny rajski ogród Eden.

## Miasta partnerskie
- Baku, Azerbejdżan
- Gaza, Palestyna
- Ho Chi Minh, Wietnam
- Stambuł, Turcja
- Kazań, Rosja
- Wiedeń, Austria
- Goražde, Bośnia i Hercegowina
- Wuhan, Chiny

## Galeria

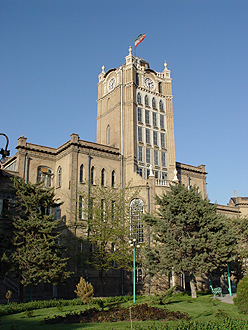
Ratusz miejski